# Silver Broom 1975
Air Canada Silver Broom 1975 var det 17. VM i curling for mænd. Turneringen blev arrangeret af International Curling Federation og afviklet i arenaen Perth Ice Rink i Perth, Skotland i perioden 17. – 23. marts 1975 med deltagelse af ti hold. Perth var VM-værtsby for sjette gang.
Mesterskabet blev for første gang vundet af Schweiz, som besejrede de forsvarende mestre fra USA med 7-3 i finalen. Tredjepladsen gik til Canada, som tabte 5-6 til Schweiz i semifinalen, og som var bedre placeret i grundspillet end den anden tabende semifinalist, Sverige. Schweiz' vinderhold kom fra Crystal Curling Club i Zürich og bestod af Otto Danieli, Roland Schneider, Rolf Gautschi og Ueli Mülli.
Danmark blev repræsenteret af et hold fra Hvidovre Curling Club bestående af John Kjærulff, Leif Gottske, Kenneth Poulsen og Peter Haase. Holdet endte på niendepladsen efter én sejr og otte nederlag.

## Resultater
De ti deltagende hold spillede en enkeltturnering alle-mod-alle. De fire bedste hold gik videre til semifinalerne, hvor de spillede om to pladser i finalen. Tjedjepladsen gik til den af de tabende semifinalister, der endte bedst placeret i grundspillet.

### Grundspil
| Runde | Kampe                  | Kampe | Kampe                   | Kampe | Kampe                   | Kampe | Kampe                  | Kampe | Kampe                  | Kampe |
| ----- | ---------------------- | ----- | ----------------------- | ----- | ----------------------- | ----- | ---------------------- | ----- | ---------------------- | ----- |
| 1     | Norge - Skotland       | 4-7   | USA - Vesttyskland      | 6-4   | Danmark - Sverige       | 07-10 | Canada – Frankrig      | 3-8   | Schweiz – Italien      | 5-3   |
| 2     | USA – Canada           | 5-7   | Norge – Schweiz         | 5-7   | Frankrig – Vesttyskland | 4-7   | Danmark – Italien      | 10-90 | Skotland – Sverige     | 7-5   |
| 3     | Danmark – Frankrig     | 06-13 | Canada – Skotland       | 7-5   | Norge – Italien         | 10-90 | USA – Sverige          | 05-10 | Schweiz – Vesttyskland | 12-50 |
| 4     | Schweiz – Skotland     | 3-5   | Norge – Frankrig        | 7-5   | Canada – Sverige        | 9-7   | Vesttyskland – Danmark | 8-5   | USA – Italien          | 8-7   |
| 5     | Norge – Sverige        | 09-11 | Danmark – Schweiz       | 02-11 | Frankrig – Italien      | 5-3   | USA – Skotland         | 6-5   | Canada – Vesttyskland  | 4-2   |
| 6     | Canada – Schweiz       | 8-6   | Italien – Sverige       | 1-8   | Danmark – Skotland      | 07-11 | Norge – Vesttyskland   | 6-2   | USA – Frankrig         | 11-30 |
| 7     | Frankrig – Sverige     | 7-9   | Skotland – Vesttyskland | 3-4   | USA – Schweiz           | 8-5   | Canada – Italien       | 8-2   | Danmark – Norge        | 07-12 |
| 8     | Italien – Vesttyskland | 3-5   | Frankrig – Skotland     | 9-4   | USA – Norge             | 9-2   | Schweiz – Sverige      | 3-4   | Danmark – Canada       | 05-10 |
| 9     | USA – Danmark          | 11-60 | Norge – Canada          | 6-9   | Schweiz – Frankrig      | 9-3   | Skotland – Italien     | 6-3   | Sverige – Vesttyskland | 8-2   |

| Plac. | Hold         | Vundne | Tabte |
| ----- | ------------ | ------ | ----- |
| 1.    | Canada       | 7      | 2     |
| 2.    | USA          | 7      | 2     |
| 2.    | Sverige      | 7      | 2     |
| 4.    | Schweiz      | 6      | 3     |
| 5.    | Frankrig     | 5      | 4     |
| 6.    | Skotland     | 5      | 4     |
| 7.    | Vesttyskland | 4      | 5     |
| 8.    | Norge        | 3      | 6     |
| 9.    | Danmark      | 1      | 8     |
| 10.   | Italien      | 0      | 9     |

### Slutspil
| Runde       | Kamp             | Res. |
| ----------- | ---------------- | ---- |
| Semifinaler | Sverige - USA    | 4-6  |
| Semifinaler | Schweiz - Canada | 6-5  |
| Finale      | Schweiz - USA    | 7-3  |

### Samlet rangering
| Plac. | Hold         | 4                  | 3                | 2                   | 1                |
| ----- | ------------ | ------------------ | ---------------- | ------------------- | ---------------- |
| Guld  | Schweiz      | Otto Danieli       | Roland Schneider | Rolf Gautschi       | Ueli Mülli       |
| Sølv  | USA          | Ed Risling         | Charles Lundgren | Gary Schnee         | Dave Tellvik     |
| 3.    | Canada       | Bill Tetley        | Rick Lang        | Bill Hodgson        | Peter Hnatiw     |
| 4.    | Sverige      | Ragnar Kamp        | Björn Rudström   | Christer Mårtensson | Axel Kamp        |
| 5.    | Frankrig     | André Tronc        | Pierre Duclos    | Henri Woehrling     | Honore Brangi    |
| 6.    | Skotland     | Alex F. Torrance   | Alex A. Torrance | Tom McGregor        | Willie Kerr      |
| 7.    | Vesttyskland | Klaus Kanz         | Manfred Rösgen   | Manfred Schulze     | Adalbert Mayer   |
| 8.    | Norge        | Helmer Strømbo     | Jan Kolstad      | Knut Bjaanæs        | Øyvinn Fløstrand |
| 9.    | Danmark      | John Kjærulff      | Leif Gottske     | Kenneth Poulsen     | Peter Haase      |
| 10.   | Italien      | Giuseppe dal Molin | Leone Rezzadore  | Franco Caldara      | Enea Pavani      |